# Hanyāndar
Hanyāndar (persiska: هنیاندر, Handyāndar) är en ort i Iran.   Den ligger i provinsen Kermanshah, i den nordvästra delen av landet, 400 km väster om huvudstaden Teheran. Hanyāndar ligger 1 788 meter över havet och antalet invånare är 111.
Terrängen runt Hanyāndar är lite bergig. Runt Hanyāndar är det ganska tätbefolkat, med 185 invånare per kvadratkilometer. Närmaste större samhälle är Kāmyārān, 12,2 km väster om Hanyāndar. Trakten runt Hanyāndar består i huvudsak av gräsmarker.